# Guangzhou International Women's Open 2013
Il  Guangzhou International Women's Open 2013 (chiamato anche WANLIMA Guangzhou International Women's Open per ragioni di sponsor) è stato un torneo di tennis giocato sul cemento all'aperto. È stata la decima edizione del torneo che fa parte della categoria International nell'ambito del WTA Tour 2013. Il torneo si è giocato a Canton, in Cina dal 16 al 22 di settembre.

## Partecipanti

### Teste di serie
| Nazionalità   | Giocatrice        | Ranking* | Testa di serie |
| ------------- | ----------------- | -------- | -------------- |
| Romania       | Sorana Cîrstea    | 22       | 1              |
| Francia       | Alizé Cornet      | 29       | 2              |
| Regno Unito   | Laura Robson      | 35       | 3              |
| Cina          | Peng Shuai        | 37       | 4              |
| Polonia       | Urszula Radwańska | 38       | 5              |
| Taipei cinese | Hsieh Su-wei      | 39       | 6              |
| Stati Uniti   | Varvara Lepchenko | 44       | 7              |
| Porto Rico    | Mónica Puig       | 45       | 8              |

* Ranking al 9 di settembre 2013

### Altre partecipanti
Giocatrici che hanno ricevuto una Wild card:
- Shahar Peer
- Zhang Shuai
- Zheng Saisai

Giocatrici passate dalle qualificazioni:

- Richél Hogenkamp
- Jovana Jakšić
- Nâdiya Kičenok
- Vania King
- Johanna Konta
- Luksika Kumkhum

## Campionesse

### Singolare
Zhang Shuai ha sconfitto in finale  Vania King per 7–6(1), 6–1.
- È il primo titolo in carriera per Zhang Shuai.

### Doppio
Hsieh Su-wei /  Peng Shuai hanno sconfitto in finale  Vania King /  Galina Voskoboeva per 6–3, 4–6, [12–0].